# Адам Мицкевич
А̀дам Бѐрнард Мицкѐвич, герб Порай (на полски: Adam Bernard Mickiewicz) е полски поет, драматург, есеист, публицист, преводач, професор по славянска литература и политически активист. Той е смятан за един от най-великите полски поети – месианисти, наред със Зигмунт Крашински и Юлиуш Словацки. Считан се за национален поет на Полша, Литва и Беларус. Романтическата му поезия е свързана с развитието на полското национално движение – една от най-известните му творби в тази насока е брошурата „Книга за полския народ“. Многократно е сравняван в Полша и Европа с Байрон и Гьоте.

## Биография
Мицкевич е роден в село Завосе, близо до град Навагрудак (тогава част от Руската империя, днешен Беларус), в шляхтишкото семейство на Миколай Мицкевич и Барбара, с моминско име Майевска. Районът е бил в периферията на Литва и е бил част от Великото литовско княжество до третото разделяне на Полско-литовската държава (1795). Средната класа, включително семейството на Мицкевич, е била или полска, или полонизирана.
Следва в университета във Вилнюс, след което преподава в училището в гр. Ковно. Във връзка с участието си в дружеството на филоматите е арестуван и изпратен в Русия. Следващите години (1824 – 1829) прекарва в Одеса, Москва и Петербург, където установява контакти с младата руска интелигенция. През 1829 г. заминава за Западна Европа – Германия, Италия, Швейцария. Прави неуспешен опит да се включи в Ноемврийското въстание през 1830 г. От 1832 г. живее като емигрант в Париж.
Във френската столица Мицкевич се включва в обществения живот на полската емиграция. През 1833 г. е редактор и публицист на „Полски преглед“. През 1840 г. поема новосъздадената катедра по славянски литератури в Колеж дьо Франс. През 1841 г. става част от кръга около Анджей Товянски, секта, проповядваща обновяване на духовния живот. Радикалните религиозни, политически и социални възгледи на писателя стават причина за прекратяване на неговата преподавателска кариера.
През декември 1848 г. му е предложен пост в Ягелонския унивеситет в Краков, тогава под австрийска власт, но предложението скоро е оттеглено под натиск от австрийските власти. През зимата на 1848 – 49 полският композитор Фредерик Шопен, в последните дни от своя живот, посещава сънародника си и успокоява нервите на поета със своята музика.
През 1848 г. Мицкевич пребивава в Рим, където създава Полски легион. Заедно с група френски емигранти издава радикалното списание „Трибуна на народите“, закрито след намеса на руското посолство. След включването на Франция в Кримската война прави опит да основе Полски легиони за борба срещу Русия. С тази цел заминава за Истанбул през септември 1855 г., където неочаквано умира. При изпращането на тленните му останки във Франция присъства и българска делегация.
Мицкевич е погребан на гробището Монморанси, Вал д'Оаз, в Париж. През 1890 г. ковчегът му е тържествено пренесен във Вавелската катедрала в Краков, Полша.
На негово име в България са кръстени и училища, като 15 СОУ „Адам Мицкевич“ – София и 41 ОДЗ „Адам Мицкевич“ – София. Улици в Бургас и Шумен също носят името на поета.

## Творчество
Творчеството на Адам Мицкевич е богато и разнообразно, обхваща лирика, епически поеми, драматургични творби, публицистика. Смята се, че с „Поезия. Том 1“ (1822) поставя началото на полския романтизъм. Баладата „Романтичност“ съдържа програмата на новото течение – връзка с народното творчество и вярвания, засилена емоционалност, стремеж да се предаде неуловимото със средствата на рационалната мисъл познание. „Поезия. Том 2“ излиза през 1823 г. и съдържа трета част на драмата „Задушница“ и историческата поема „Гражина“. Докато живее в Русия, Мицкевич издава „Кримски сонети“ – пример за майсторско овладяване на класическата форма и за романтическото преживяване на общуването с природата. През 1828 г. излиза „Конрад Валенрод“, историческа поема, четена като метафора на моралния конфликт, който преживяват полските емигранти. През 1832 г. е издадена дрезденската версия на „Задушица“. Тя съдържа създадените по-рано ІІ и ІV част, които отпращат към езическия ритуал за общуване с мъртвите и представят романтическия герой, нещастния влюбен Густав. Новонаписаната ІІІ част отпраща към преживяванията на Мицкевич в затвора във Вилно по време на процеса срещу филоматите. Тя съдържа известния като „Голямата импровизация“ монолог на Конрад, в който романтическият герой обвинява Бога за нещастията на своя народ и цялото човечество. През същата година авторът подготвя „Книга за полския народ и полското пилигримство“ – текст, който обобщава концепцията му за полския месианизъм. През 1834 г. Мицкевич публикува поемата „Пан Тадеуш“, считана за национален епос на Полша. През 1849 г. въз основа записки на студенти е издаден курсът по славянски литератури, който писателят чете в Колеж дьо Франс.
Творчеството на Адам Мицкевич има огромно значение за полската култура. То се превръща в елемент от патриотичното възпитание на поколения поляци. За редица автори през ХХ век (Ст. Виспянски, Стефан Жеромски, Чеслав Милош, Тадеуш Ружевич) творчеството на големия романтик е източник на вдъхновение и обект за преосмисляне на полската национална традиция. Самият автор се превръща в образец за романтически поет пророк. „Задушница“ е поставяна на сцена от някои от водещите полски режисьори и драматурзи, сред които Станислав Виспянски (1901) и Леон Шилер (1932, 1937 г. постановка в София). „Пан Тадеуш“ е екранизиран от Анджей Вайда.

## Памет
На Адам Мицкевич е наречена улица в кварталите „Връбница-1“ и „Модерно предградие“ в София (Карта).